# Here's Willie Nelson
Here's Willie Nelson è il secondo album in studio dell'artista country statunitense Willie Nelson, pubblicato nel 1963.

## Tracce
Tutte le tracce sono di Willie Nelson tranne dove indicato.
1. Roly Poly (Fred Rose)
2. Half a Man
3. Lonely Little Mansion
4. The Last Letter (Rex Griffin)
5. Second Fiddle (Roger Miller)
6. Take My Word
7. Right or Wrong (Haven Gillespie, Arthur Sizemore, Paul Biese)
8. Feed It a Memory (Hank Cochran, Justin Tubb)
9. Let Me Talk to You (Danny Dill, Don Davis)
10. Way You See Me
11. Things I Might Have Been (Robert B. Sherman, Richard M. Sherman)
12. Home Motel